# أوسكار كيلنر
أوسكار كيلنر (بالألمانية: Oskar Kellner) هو عالم وظائف الأعضاء وكيميائي وأستاذ جامعي ألماني، ولد في 13 مايو 1851 في Gmina Tułowice ‏ في بولندا، وتوفي في 12 سبتمبر 1911 في كارلسروه في ألمانيا.